# Ghazi Mullah
Ghazi Mullah (in russo Кази-Мулла?, Kazi-Mulla; Gimry, 1795 – Tarki, 1832) è stato un imam, politico e guerrigliero russo di etnia avara. Fu il primo imam del Daghestan (1829-1832).
Convinto alleato di Imam Shamil, promosse la shari'a, la purificazione spirituale, e facilitò la jihād contro gli invasori russi. È stato anche uno dei primi sostenitori del "muridismo", un movimento propugnante una rigorosa obbedienza alle leggi coraniche, utilizzato dagli imam per aumentare il fervore religioso-patriottico nel Caucaso.

## Biografia

### Gli inizi
Fu un intimo amico di Imam Shamil, durante la sua infanzia in Daghestan. Entrambi studiarono il Corano e il sufismo a Yaraghal, un centro murid, e ad entrambi apparve riprovevole l'ambiente di quelle genti di montagna, che vivevano in palese contraddizione con le leggi coraniche. Il suo mentore fu il Mullah sufi Mohammed Yaraghi, che avvicinò il giovane all'ambiente dei Mullah. 
Sostenne che il jihād non avrebbe potuto aver luogo fintantoché non fosse stata seguita appieno la shari'a, che nelle zone caucasiche era rimasta un miscuglio di leggi islamiche e di adat (tradizioni consuetudinarie preislamiche). 
Nel 1829 Ghazi Mullah cominciò la sua opera di proselitismo ortodosso islamico, sostenendo la necessità che si dovesse adottare in toto la shari'a, che si dovesse versare la zakat e avvertendo che la preghiera e il pellegrinaggio canonico islamico non sarebbero stati accettati con favore da Allah se i Russi fossero rimasti ancora nella zona. Giunse ad affermare anche che i matrimoni dovevano essere considerati nulli e i figli nati illegittimi se i Russi avessero seguitato a occupare il Caucaso. 
Ghazi Mullah divenne uno dei più seguiti predicatori musulmani nel Caucaso. La sua capacità di ricordare a memoria oltre 400 ʾaḥādīth gli permise di aggiudicarsi numerosi dibattiti con i predicatori rivali nella zona. Dal momento che la sua reputazione era cresciuta, fu invitato a visitare numerosi regni, khanati e emirati, neutrali od ostili alla politica degli zar. In segno di umiltà e di austerità Ghazi Mullah viaggiò alla loro volta non a cavallo, bensì a piedi.

### La guerra santa
Più tardi fu proclamato imam a Gimry, dove proclamò formalmente il jihād. Dispose che ogni tipo di vino e di altre bevande alcoliche dovessero essere distrutte in pubblico. Nel 1830, Ghazi Mullah e Shamyl invano cercarono di conquistare la capitale degli Avari, Khunzakh, strappandola al suo khan Pakko-Bekkhe. Nel 1831, dopo alcuni mesi di tranquillità, attaccò il Daghestan settentrionale, conseguendo importanti successi. La sua tattica di guerriglia colse i Russi del tutto impreparati. 

Nel 1832 fu in condizione di minacciare Vladikavkaz. Tuttavia i Russi respinsero l'assalto del Mullah e quando ripresero Ghimry, secondo la tradizione, trovarono 
 I Russi presero il cadavere e lo consegnarono a Tarki al Khan che era rimasto loro fedele. Il suo corpo fu esposto al mercato per un paio di giorni prima di essere inumato sulle vicine colline.